# Hypochlorosis pagenstecheri
Hypochlorosis pagenstecheri är en fjärilsart som beskrevs av Ribbe 1899. Hypochlorosis pagenstecheri ingår i släktet Hypochlorosis och familjen juvelvingar. Inga underarter finns listade i Catalogue of Life.